# Вустер (Массачусетс)
Ву́стер (англ. Worcester) — місто (англ. city) в США, в окрузі Вустер штату Массачусетс. Населення — 206 518 осіб (2020).
Свою назву місто отримало від назви англійського міста Вустер. За даними перепису 2010 року в ньому мешкало 181 045 людей, тобто воно було другим за кількістю населення містом Нової Англії після Бостона. Вустер розміщений приблизно на віддалі 40 миль від Бостона і на віддалі 38 миль від Спрингфілда. Його неофіційна назва «Серце співдружності», і символом міста є серце.
Раніше Вустер був окремим містом, але дедалі більше зростається з Бостоном. У місті збереглося багато будинків Вікторіанської архітектури, типової для заводських містечок тих часів. Тут розміщений також один з найбільших художніх музеїв США — Вустерський музей мистецтв.

## Географія
Вустер має координати 42°16′10″ пн. ш. 71°48′28″ зх. д. / 42.26944° пн. ш. 71.80778° зх. д. (42.269478, -71.807783). За даними Бюро перепису населення США в 2010 році місто мало площу 99,60 км², з яких 96,79 км² — суходіл та 2,81 км² — водойми.

### Клімат
| Клімат : Вустер         | Клімат : Вустер | Клімат : Вустер | Клімат : Вустер | Клімат : Вустер | Клімат : Вустер | Клімат : Вустер | Клімат : Вустер | Клімат : Вустер | Клімат : Вустер | Клімат : Вустер | Клімат : Вустер | Клімат : Вустер | Клімат : Вустер |
| Показник                | Січ.            | Лют.            | Бер.            | Квіт.           | Трав.           | Черв.           | Лип.            | Серп.           | Вер.            | Жовт.           | Лист.           | Груд.           | Рік             |
| Абсолютний максимум, °C | 19,4            | 21,7            | 28,9            | 32,8            | 34,4            | 36,7            | 38,9            | 37,2            | 37,2            | 32,8            | 26,1            | 22,2            | 38,9            |
| Середній максимум, °C   | −0,4            | 1,4             | 6,1             | 12,8            | 18,8            | 23,4            | 26,1            | 25,2            | 20,9            | 14,6            | 8,7             | 2,4             | 13,3            |
| Середній мінімум, °C    | −8,4            | −7              | −3,1            | 2,8             | 8,2             | 13,3            | 16,4            | 15,8            | 11,6            | 5,4             | 0,6             | −5,2            | 4,2             |
| Абсолютний мінімум, °C  | −28,3           | −31,1           | −21,1           | −12,8           | −2,8            | 0,6             | 5,0             | 3,3             | −2,8            | −7,2            | −16,1           | −27,2           | −31,1           |
| Норма опадів, мм        | 89              | 82              | 107             | 104             | 106             | 106             | 107             | 94              | 100             | 119             | 109             | 97              | 1220            |
| Днів з опадами          | 12,5            | 10,5            | 12,9            | 12,4            | 13,6            | 12,3            | 10,9            | 10,1            | 9,9             | 10,5            | 11,6            | 12,2            | 139,4           |
| Днів зі снігом          | 8,5             | 7,0             | 6,0             | 1,6             | 0               | 0               | 0               | 0               | 0               | 0,2             | 1,4             | 7,0             | 31,7            |
| ----------------------- | --------------- | --------------- | --------------- | --------------- | --------------- | --------------- | --------------- | --------------- | --------------- | --------------- | --------------- | --------------- | --------------- |
| Джерело: NOAA           |                 |                 |                 |                 |                 |                 |                 |                 |                 |                 |                 |                 |                 |

## Демографія
Згідно з переписом 2010 року, у місті мешкало 181 045 осіб у 68 613 домогосподарствах у складі 39 987 родин. Густота населення становила 1818 осіб/км². Було 74645 помешкань (749/км²).
Расовий склад населення:
| - 69,4 % — білих - 11,6 % — чорних або афроамериканців - 6,1 % — азійців - 0,4 % — корінних американців - 8,4 % — осіб інших рас |

До двох або більше рас належало 4,0 %. Частка іспаномовних становила 20,9 % від усіх жителів.
За віковим діапазоном населення розподілялося таким чином: 22,1 % — особи молодші 18 років, 66,2 % — особи у віці 18—64 років, 11,7 % — особи у віці 65 років та старші. Медіана віку для мешканців становила 33,4 року. На 100 осіб жіночої статі у місті припадало 94,9 чоловіків; на 100 жінок у віці від 18 років та старших — 92,2 чоловіків також старших 18 років.
Середній дохід на одне домашнє господарство становив 62 460 доларів США (медіана — 45 472), а середній дохід на одну сім'ю — 74 732 долари (медіана — 56 221). Медіана доходів становила 46 585 доларів для чоловіків та 39 860 доларів для жінок. За межею бідності перебувало 22,4 % осіб, у тому числі 31,5 % дітей у віці до 18 років та 14,7 % осіб у віці 65 років та старших.
Цивільне працевлаштоване населення становило 84 132 особи. Основні галузі зайнятості: освіта, охорона здоров'я та соціальна допомога — 31,6 %, роздрібна торгівля — 11,8 %, виробництво — 10,0 %, науковці, спеціалісти, менеджери — 9,8 %.

## Освіта

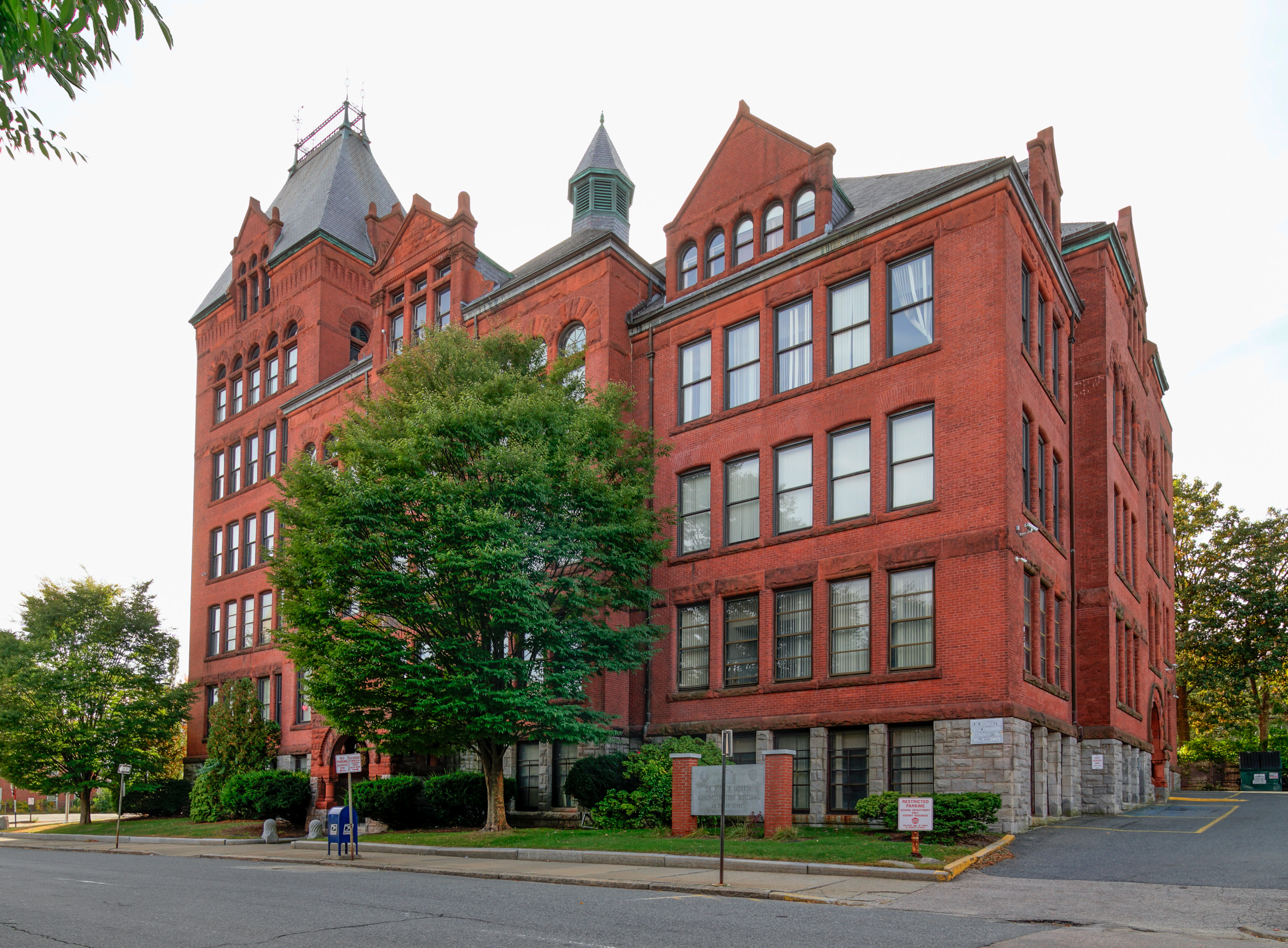
Адміністративна будівля Дуркіна

### Початкова та середня освіта
У вустерських державних школах навчаються понад 25000 учнів від дошкільного віку до 12-го класу. Система складається з 34 початкових шкіл, чотирьох середніх загальноосвітних шкіл, восьми ліцеїв і кількох інших навчальних закладів, таких як магнітні школи, альтернативні школи та школи спеціальної освіти. Система державних шкіл міста також керує компонентом освіти для дорослих під назвою «Нічне життя» та керує загальнодоступною кабельною телевізійною станцією на 11 каналі.
Вустерська технічна середня школа відкрилася в 2006 році, замінивши стару Вустерську професійну середню школу, або «Воке». Серед інших державних середніх шкіл міста — Південна громадська середня школа, Північна середня школа, Середня школа меморіалу Доерті, Burncoat Senior High School, Школа університетського парку кампусу і Клермонська академія.
У 1992 році була заснована Массачусетська академія математики та наук як державна середня школа при Вустерському політехнічному інституті.
У Вустері також є 21 приватна та парафіяльна школи, зокрема, найстаріший навчальний заклад міста, Вустерська академія, заснована в 1834 році, і Школа Бенкрофта, заснована в 1900 році.

## Відомі особистості
У поселенні народився:
- Льюїс Стоун (1879—1953) — американський актор
- Роберт Бенчлі (1889—1945) — американський журналіст, актор і сценарист
- Роберт Фрейзер (1891—1944) — американський актор
- Артур Кеннеді (1914—1990) — американський актор театру і кіно
- Тер-Ованесян Даяна Ованесівна (1922—2018) — вірмено-американська поетеса, перекладачка і письменниця
- Джим Макговерн (* 1959) — американський політик.